# Boulogne-sur-Gesse
Boulogne-sur-Gesse este o comună în departamentul Haute-Garonne din sudul Franței. În 2009 avea o populație de 1.612 de locuitori.

## Evoluția populației
| An        | 1975  | 1982  | 1990  | 1999  | 2006  | 2009  |
| --------- | ----- | ----- | ----- | ----- | ----- | ----- |
| Populație | 1.756 | 1.671 | 1.531 | 1.433 | 1.664 | 1.612 |